# (3106) Morabito
(3106) Morabito (1981 EE) – planetoida z pasa głównego asteroid okrążająca Słońce w ciągu 5,59 lat w średniej odległości 3,15 j.a. Odkryta 9 marca 1981 roku.